# Брин, Франц Абрамович
Франц Абрамович фон Брин (1761 — 23 февраля [6 марта] 1844, Москва) — тайный советник, сенатор.

## Биография
Происходил из немецкой семьи остзейских дворян.
В 1772 г. записан на службу унтер-офицером в лейб-гренадерский полк, в 1775 г. переведён в чине сержанта в лейб-гвардии Измайловский полк. С 1781 г. армейский капитан в Шлиссельбургском мушкетёрском полку. С 1782 г. — в Наваринском полку, с 1785 г. — квартирмейстер в 1-м фузелерном полку, с этого года и до выхода в отставку числился по артиллерии.
В 1787—1794 гг. участвовал в походах в Крыму, в вооружении крепостей Керчи и Еникале; отличился при переправе войск через Еникальский пролив на остров Тамань, для осады крепости Анапы. В отсутствие командующего генерал-майора Розенберга оставался начальствовавшим в крепостях Керчь и Еникале. В 1798 г. состоял полковником в артиллерийском батальоне Ламздорфа.
В 1799 г. вышел в отставку; спустя два месяца в чине действительного статского советника был определён на должность советника главного почтового управления.
В 1805—1807 гг. — губернатор в Смоленской губернии. Управлением губернией занимался недостаточно; военный губернатор С. С. Апраксин доносил в Сенат, что он несколько раз не заставал губернатора фон Брина в губернском правлении.
В 1808—1810 гг. — губернатор в Томске; при нём в 1809 г. открыта первая в Томске аптека Приказа общественного призрения.
В 1810—1821 гг. — Тобольский губернатор. 12 декабря 1810 г. произведён в тайные советники. Уделял внимание «заботам о народном продовольствии» (реализация указа о разведении картофеля в Сибири), организовывал рекрутский набор во время Отечественной войны 1812 г., упорядочил операцию ломки соли с Коряковского озера, перестроил винокуренные заводы. В 1812—1815 гг. под его особым контролем находились вопросы организации рекрутских наборов, обеспечения армии, поддержания внутреннего порядка, надзора за военнопленными и сосланными в Сибирь иностранными гражданами. Результаты ревизии, проведённой М. М. Сперанским в Тобольской губернии в 1819—1821 гг., не внушали особого оптимизма, но и вопиющих нарушений со стороны губернатора выявлено не было.

Губернатор — человек старый, слабый, но добродушный, благовоспитанный; враг Пестелю, хотя и зять его и хотя им сюда определён; но враг непримиримый по домашним сплетням и по образу мыслей… Он ведёт губернию, как только лета его преклонные и слабое здоровье позволяют.— М. М. Сперанский (цит. по: )
С 28 июля 1821 года был определён в Сенат, числился неприсутствующим членом 7-го департамента до конца жизни.
Умер 23 февраля (6 марта) 1844 года.

## Награды
- Орден Святой Анны 1-й степени (20 апреля 1809)[7]
- Орден Святого Владимира 4-й степени (1827)
- Знак отличия за XL лет беспорочной службы[8]

## Семья
Жена — Елизавета Борисовна Пестель, сестра И. Б. Пестеля, генерал-губернатора Сибири. Их дети:
- Наталия (1799—1831)
- Сергей (1806—1876), генерал-лейтенант.
- Елизавета (1814—?)